# Зубейда бинт Джафар
Амат аль-Азиз Умм аль-Вахид Умм Джафар Зубейда (Зубайда) бинт Джафар (762/765, Багдад или Мосул — июль 831, Багдад) — арабская принцесса из династии Аббасидов, любимая жена халифа Харуна ар-Рашида, царица-мать в период правления своего сына халифа аль-Амина (809—813).

## Происхождение
Зубейда была дочерью принца Абу-ль-Фатха Абу-ль-Фадла Джафара, второго сына халифа аль-Мансура, и наложницы Сальсаль, ранее носившей имя Асма бинт Ата. Мать Зубейды была родной сестрой Хайзуран, любимой жены халифа аль-Махди (первого сына халифа аль-Мансура) и матери халифов аль-Хади и Харуна ар-Рашида. Таким образом, и по отцу, и по матери Зубейда и её будущий муж Харун ар-Рашид приходились друг другу двоюродными братом и сестрой. Хайзуран, будучи наложницей в гареме будущего халифа аль-Махди, долго скрывала наличие у неё родственников (отсутствие родных было условием, при котором правивший тогда халиф аль-Мансур позволил сыну привязаться к Хайзуран) и только упрочив своё положение в качестве его умм аль-валад представила при дворе свою сестру. Сальсаль вскоре расположила к себе принца Джафара и в 145 году Хиджры (762/763 год), а по другим данным около 765 года, родила ему двух дочерей-близняшек, одной из которых была Зубейда. Рождение сестёр произошло в Багдаде либо в Мосуле, где их отец Джафар в тот период занимал должность наместника. Согласно Абуль-Фараджу ибн аль-Джаузи, халиф аль-Мансур был настолько очарован живой и пухленькой внучкой, что дал ей имя Зубейда, в переводе означавшее «Маленький масляный шарик». В дальнейшем Зубейда получила куньи Умм Джафар («Мать Джафара») и Умм аль-Вахид («Мать единственного»), а также лакаб Амат аль-Азиз («Раба Всемогущего»).
Джафар Старший (так его называли, чтобы отличить от его младшего брата, родившегося после его смерти), отец Зубейды, умер относительно молодым в 767 году. Он был достаточно обеспеченным членом династии Аббасидов; Джафар выстроил в Багдаде впечатляющий дворец на западном берегу Тигра, рядом с дворцом халифа, где ему принадлежало имение и речной порт, в своей багдадской резиденции он покровительствовал поэтам и предавался роскоши. Источники представляют Джафара как простого и доверчивого человека, а случавшиеся у него судороги некоторые объясняли тем, что его сглазила женщина-джинн, хотевшая выйти за него замуж. Его похоронили в Багдаде на новом кладбище Курейш, где он стал первым похороненным. Его сын Иса ибн Джафар, брат Зубейды, стал близким другом и частым спутником её мужа халифа Харуна ар-Рашида. Какое то время он занимал пост наместника Басры и провинции Арабского залива, однако никакого внушительного политического влияния на управление халифатом не приобрёл.

## Супруга и мать халифа
Женитьба Харуна ар-Рашида на Зубейде состоялась в Багдаде в 165 году Хиджры (781/782 год) и стала известна как одно из грандиознейших праздничных событий своего времени. Бракосочетание состоялось в доме некоего Мухаммеда ибн Сулеймана, а свадебное пиршество, осыпанное золотом и всеми известными в то время драгоценными камнями, было устроено во Дворце Вечности. В этот день Зубейда получила принадлежавшую ранее Хайзуран знаменитую бадану Омейядов — изящную безрукавку с рядом больших рубинов спереди и сзади, переходившую в порядке правопреемства от главной или любимой жены одного омейядского халифа к жене другого, начиная с Аттики, супруги халифа Абд аль-Малика. После свержения династии Омейядов Умм Салама, жена первого аббасидского халифа ас-Саффаха, добилась, чтобы бадана была передана ей. С тех пор традиция передачи этой безрукавки продолжалась среди главных жён халифов династии Аббасидов.
Зубейда стала любовью всей жизни и матерью наследника, самой близкой и дорогой, но отнюдь не единственной женщиной Харуна ар-Рашида. В период своего правления, начавшегося в 786 году, Харун взял себе ещё несколько жён, среди которых были Гадир (ум. 789), бывшая наложница его брата аль-Хади, три кузины Харуна — Умм Мухаммед, Аббаса и Умм Абдаллах, кузина Зубейды Азиза, дочь брата её матери, а также женщина неизвестного имени, чей род восходил к халифам Усману и Хасану. Кроме того, согласно сохранившимся записям, в гареме халифа Харуна ар-Рашида жило примерно двадцать четыре наложницы, вынашивавшие его детей. Тем не менее, Зубейда искусно поддерживала своё положение любимой и главной жены Харуна ар-Рашида на протяжении всего его правления, что требовало от неё немалых усилий. Постоянной заботой Зубейды стал контроль увлечений мужа другими женщинами, целью которого было не допустить, чтобы Харун серьёзно привязался к одной из них. О методах, которыми Зубейда добивалась своей цели, ярко свидетельствует одна история, когда Зубейда, завидев, что муж всерьёз увлёкся новой девушкой в гареме, тут же отвлекла его, подарив десять новых прекрасных наложниц, трое из которых затем стали матерями его сыновей.
После замужества Зубейда сразу же стала очень состоятельной женщиной. Она имела обширные земельные владения с дворцами, садами и домами слуг как в западной части Багдада, так и в Саваде в Ираке. Для управления своими имениями Зубейда использовала собственный внушительный штат секретарей, курьеров и горничных, причём её секретари иногда не боялись вступать в конфликт с самим халифом. Как отмечают большинство источников, существенную часть своего состояния Зубейда тратила на благочестивые и благотворительные цели, прежде всего, связанные с паломничеством в Мекку и Медину. Сама она за свою жизнь совершила хадж не менее пяти раз. Об одном из её паломничеств без указания года сообщает Ибн Абд Раббих, отмечая, что Зубейда якобы пешком отправилась в Мекку вместе с Харуном ар-Рашидом, однако из других источников об их совместном хадже ничего неизвестно. Согласно аль-Вакиди, ещё раз Зубейда совершила паломничество в 176 году Хиджры (792/793 годы) вместе с одним из своих братьев, сопровождая Сулеймана ибн Абу Джафара, брата их отца.
Во время паломничества осенью 806 года Зубейде доложили, что в пути возникли серьёзные перебои с водой, от чего страдают совершающие хадж паломники. По приказу Зубейды в Мекке был дополнительно углублен на 4—5 метров священный колодец Замзам, что увеличило количество воды в нём. После этого Зубейда построила акведук от источника Айн аль-Мушаш в долине Хунейна, находившегося в 10—12 арабских милях от Мекки. Всего на улучшение организации водоснабжения паломников Зубейда потратила, по разным данным, от семисот пятидесяти тысяч до одного миллиона семисот тысяч динаров собственных средств. Её деяния были увековечены в надписях, а «Ручей Зубейды» в долине Арафат, где собирались паломники, впоследствии вспоминали в течение многих веков. Кроме этого, Зубейда оплатила строительство дороги паломников через пустыню Ирака и устройство водных станций и караван-сараев на всём её протяжении. Дарб-Зубейда («Дорога Зубейды»), как стали называть этот путь, сохранился в качестве археологического памятника до наших дней.
Благотворительная деятельность Зубейды не ограничивалась священными городами и прилегающими к ним путями паломников, а осуществлялась в самых разных частях государства. Сохранились сведения о строительстве Зубейдой нескольких странноприимных домов близ западной границы халифата, в Баграсе она содержала бесплатный караван-сарай для путешественников и, кроме того, постоянно одаривала нуждающихся. Интересно, что руины древнего, вероятно, ещё римского водопровода в окрестностях Бейрута местное население ещё в 70-х годах XIX века называло именем Зубейды. Благодаря активному финансовому участию Зубейды в деле восстановления разрушенных городов, предание связывает с её именем основание Тебриза, Варсана и Кашана.
Абуль-Фарадж ибн аль-Джаузи отмечает её необычайную религиозность. Если верить его словам, Зубейда постоянно содержала в своём дворце сто рабынь, знавших наизусть весь Коран, и ежедневно каждая из них должна была декламировать его десятую часть. Однако всё это не мешало царице предаваться роскоши и носить самые дорогие наряды в халифате. Кроме того, Зубейда очень любила поэзию и пение, постоянно собирая в своём доме самых известных поэтов и певцов. Сама она была не лишена поэтических талантов: аль-Масуди приводит отрывки из трёх её драматических творений — двух элегий (одна на смерть Низмы, возлюбленной её сына аль-Амина, другая на смерть самого аль-Амина) и стихотворного обращения к аль-Мамуну, написанного после убийства аль-Амина. Ибн Абд Раббих в своей антологии приводит четверостишие Зубейды, посвящённое её мужу.
Зубейда родила от Харуна ар-Рашида только одного ребёнка — сына Мухаммеда, и во многом именно благодаря её влиянию он уже в пятилетнем возрасте в 791/792 году был публично признан престолонаследником своего отца и после его смерти стал халифом под именем аль-Амина. Однако назначение Абдаллаха (будущего халифа аль-Мамуна), сына Харуна ар-Рашида от одной из наложниц, наследником после Мухаммеда поставило под угрозу будущее привилегированное положение Зубейды и её приближённых. Вокруг двух наследников постепенно складывались две противоборствующие придворные группировки. В момент смерти Харуна ар-Рашида во время его поездки в Хорасан Зубейда находилась в Ракке на Евфрате и как только узнала о случившемся, спешно собрала свои сокровища и направилась в Багдад. Мухаммед встретил её в Анбаре и препроводил в столицу. Для оплакивания мужа Зубейда призвала знаменитого поэта Исхака аль-Маусили, которого затем богато наградила. В разразившейся впоследствии междоусобной войне между аль-Амином и его братом аль-Мамуном Зубейда естественно поддерживала своего сына, однако дошедшие до нас источники не содержат каких либо сведений о её роли в разрыве между братьями. В период правления аль-Амина Зубейда выстроила себе в Багдаде дворец на западном берегу Тигра, заняв земли, когда то принадлежавшие Бармакидам.
В трудах более поздних историков содержатся истории о том, как Зубейда старалась сдерживать проявления порочного поведения сына и его приближённых. В частности, аль-Масуди приводит рассказ о том, как Зубейда, стремясь заглушить неподобающее пристрастие аль-Амина к евнухам, прислала ему группу наложниц, одетых и подстриженных как юноши, после чего в столице вошли в моду молодые рабыни с обрезанными волосами, одетые в облегающие халаты с широкими рукавами (называемые габы) и подпоясанные широким ремнём. Они получили название «девушки-пажи» (гулямийят). Зубейда оставалась рядом с сыном до самого его убийства войсками аль-Мамуна, занявшими Багдад в 813 году. Вопреки ожиданиям, она не примкнула к возникшему было движению, задавшемуся целью отомстить за смерть аль-Амина, а решила примириться с аль-Мамуном.
Во времена правления её мужа и сына имя Зубейды иногда выбивалось на монетах халифата. Харун ар-Рашид помещал на свои динары и дирхемы, помимо своего имени, куньи Зубейды — «Умм Джафар» и «Умм халиф». К примеру, дошедшие до нас дирхемы чеканки 189—190 годов Хиджры (804—806 годы) содержат формулу «Щедрость Аллаха над Умм Джафар». Кунья Зубейды непрерывно помещалась на дирхемах со 187 по 192 год Хиджры (803—808 годы), чеканившихся в аль-Мухаммадии и Мадин Баджунайсе. Вероятно, между Зубайдой и этими городами существовала некая связь, суть которой неизвестна. При аль-Амине пятидесятилетний юбилей Зубейды в 195 году Хиджры (810/811 год) был отмечен чеканкой некоторого количества памятных дирхемов в ей честь. До нас дошёл один из экземпляров этой монеты, обнаруженный среди дирхемов шумиловского клада, найденного в 1927 году в Новгородской области. Легенды на обеих сторонах этого дирхема составляют единую фразу «Благословение Аллаха над матерью аль-Амина, повелителя правоверных, Госпожой Умм Джафар, дочерью Абу-ль-Фадла». В 1960 году памятный дирхем Зубейды был передан из Новгородского музея на постоянное хранение в Государственный Эрмитаж.

## Последние годы
Когда новый халиф аль-Мамун вступил в Багдад, Зубейда приветствовала его, заявив, что потеряла одного сына-халифа, но аль-Мамун для неё всё равно что второй сын. Он оценил это и вернул Зубейде всё её огромное состояние. Уйдя от дел, она жила в богатстве и почёте.
В конце декабря 826 года Зубейда в качестве одной из двух старших дам династии Аббасидов приняла участие в свадебной церемонии халифа аль-Мамуна, сопровождая и готовя к свадьбе его невесту Буран бинт Хасан. Именно Зубейда внесла свадебный подарок аль-Мамуна — золотое блюдо с тысячей жемчужин — и опрокинула его над невестой. После этого Буран, явно по наущению Зубейды, попросила у халифа, чтобы он простил своего дядю Ибрахима ибн аль-Махди и примирился с ним, а также чтобы позволил Зубейде совершить хадж. Обе просьбы были удовлетворены женихом. После этого Зубейда подарила Буран знаменитую бадану Омейядов. О богатстве Зубейды в тот период свидетельствует тот факт, что на различные мероприятия, пожертвования и раздачи денег, связанные со свадьбой аль-Мамуна и Буран, она потратила, по её собственному утверждению, от 35 до 37 миллионов дирхемов.
Весной 831 года состоялось последнее паломничество Зубейды в Мекку и Медину. Если верить Сибту ибн аль-Джаузи, во время совершения этого хаджа Зубейда потратила миллион динаров на путевые расходы и ещё почти два миллиона динаров на пожертвования учёным священных городов и возведение в Мекке и Медине различных сооружений. Вернувшись из паломничества, она умерла в июле того же года и была погребена в Багдаде. В городе до сих пор существует гробница, носящая её имя, однако в действительности Зубейда, скорее всего, была похоронена совсем в другом месте.

## В культуре
Зубейда является одним из действующих лиц легендарного памятника арабской литературы «Тысяча и одна ночь» под именем Ситт-Зубейда. В частности она фигурирует в сказках «Рассказ о Ситт-Зубейде и Абу-Юсуфе», в которой халиф заподозрил жену в измене, однако, благодаря вмешательству придворного врача Абу-Юсуфа всё обошлось, и «Рассказ о Харуне ар-Рашиде и Ситт-Зубейде» о большой любви Харуна к супруге.